# فرجينيا جوفري
فرجينيا لويز جوفري وُلدت باسم فرجينيا روبرتس (9 أغسطس 1983 - 25 إبريل 2025) هي ناشطة أمريكية-أسترالية تدعم ضحايا الاتجار الجنسي. تُعد واحدة من الضحايا المزعومات لشبكة الاتجار الجنسي التي أدارها جيفري إبستين. أسست جوفري منظمة الضحايا يرفضون الصمت، وهي مؤسسة غير ربحية مقرها الولايات المتحدة، في عام 2015، وأعيد إطلاقها في نوفمبر 2021 تحت اسم تكلموا، تصرفوا استعيدوا (SOAR). قدمت جوفري شهادات تفصيلية لعدد من الصحفيين الأمريكيين والبريطانيين حول تجربتها مع الاتجار الجنسي الذي تعرضت له على يد جيفري إبستين وجيسلين ماكسويل.
لاحقت فرجينيا جوفري جيفري إبستين وغيسلين ماكسويل عبر إجراءات جنائية ومدنية، كما خاطبت الرأي العام مباشرة للمطالبة بالعدالة وزيادة الوعي حول قضايا الاتجار الجنسي. في عام 2015، رفعت دعوى تشهير ضد ماكسويل، وانتهت القضية بتسوية لصالح جوفري بمبلغ مالي لم يُكشف عنه عام 2017. في 2 يوليو 2019، أمرت محكمة الاستئناف الأمريكية للدائرة الثانية برفع السرية عن وثائق من الدعوى المدنية التي رفعتها جوفري ضد ماكسويل. وتم الإفراج عن الدفعة الأولى من هذه الوثائق للجمهور في 9 أغسطس 2019، مما أدى إلى مزيد من الاتهامات بحق إبستين وماكسويل وعدد من شركائهما. وفي اليوم التالي، 10 أغسطس 2019، عُثر على إبستين ميتًا في زنزانته بسجن مانهاتن.
في مقابلة مع برنامج بانوراما على قناة بي بي سي في أكتوبر 2019، والتي بُثت في 2 ديسمبر، تحدثت جوفري عن تعرضها المزعوم للاتجار الجنسي من قبل إبستين لصالح الأمير البريطاني أندرو، مما أثر بشكل كبير على الرأي العام ضد الأمير. لاحقًا، رفعت جوفري دعوى مدنية ضده في نيويورك، وتمت تسوية القضية في فبراير 2022، حيث دفع الأمير أندرو مبلغًا ماليًا لم يُكشف عنه لجوفري، إلى جانب تقديم تبرع كبير لمنظمتها الخيرية.
انتحرت في مزرعتها في منطقة نيرغابي شمال مدينة بيرث في أستراليا الغربية يوم 25 أبريل 2025، وكانت في الحادية والأربعين من عمرها.

## نشأتها
وُلدت فرجينيا جوفري، واسمها عند الولادة فرجينيا لويز روبرتس، في ساكرامنتو، كاليفورنيا، في 9 أغسطس 1983، لوالديها سكاي ولين روبرتس. انتقلت العائلة إلى لوكساهاتشي في مقاطعة بالم بيتش، فلوريدا، عندما كانت في الرابعة من عمرها. لديها شقيق أصغر. أُفيد أنها نشأت في منزل مضطرب، وتعرضت منذ سن السابعة للاعتداء من قبل صديق مقرب للعائلة. في مقابلة لها مع برنامج بانوراما عام 2019، قالت: "كنت مصابة بصدمات نفسية بالفعل في سن صغيرة جدًا، وهربت من ذلك". كما أخبرت صحيفة ميامي هيرالد أنها انتقلت من وضع مسيء، إلى الهروب من المنزل، ثم العيش في دور رعاية.
عاشت فرجينيا في الشوارع عندما كانت في الرابعة عشرة من عمرها، حيث وجدت فقط الجوع والألم والمزيد من الإساءة. في وقت لاحق، تعرضت للاستغلال من قبل مهرب البشر رون إبنجر، البالغ من العمر 65 عامًا، في ميامي، وعاشت معه لمدة ستة أشهر تقريبًا. قيل إن إبنجر كان يدير واجهة تجارية للاتجار الجنسي الدولي تحت اسم وكالة بيرفكت 10 للنمذجة. داهمه مكتب التحقيقات الفيدرالي (FBI) لاحقًا، وأقر بالذنب في تهم تهريب أشخاص بغرض الدعارة، والسفر بين الولايات لهذا الغرض، وغسيل الأموال.
في سن الرابعة عشر، التقت فرجينيا بوالدها مرة أخرى وعادت للعيش معه. كان يعمل مديرًا للصيانة في منتجع مارالاغو المملوك لدونالد ترامب وساعدها في الحصول على وظيفة هناك.

## علاقتها مع إبستين (2000-2002)
في منتصف عام 2000، التقت فرجينيا بغيسلين ماكسويل أثناء عملها كموظفة تدليك في نادي مارالاغو، حيث كانت تقرأ كتابًا عن العلاج بالتدليك. اقتربت منها ماكسويل، وهي اجتماعية بريطانية وابنة رجل الأعمال الراحل روبرت ماكسويل، وسألتها عن اهتمامها بالتدليك وعرضت عليها فرصة عمل مع جيفري إبستين كمدلكة متجولة، مؤكدة لها أن الخبرة ليست ضرورية. عند وصولها إلى منزل إبستين في بالم بيتش، قالت إنه كان مستلقيًا عاريًا وأخبرتها ماكسويل بكيفية تدليكه. وأضافت فرجينيا: "بدا الأمر وكأنهم أشخاص طيبون، لذا وثقت بهم، وأخبرتهم أنني مررت بوقت عصيب في حياتي – كنت هاربة، وتعرضت للإيذاء الجنسي والجسدي... كان ذلك أسوأ شيء أخبرتهم به، لأنهم أدركوا مدى ضعفي". صرحت فرجينيا أنه بعد أن قدمتها ماكسويل إلى إبستين، بدأ الاثنان بسرعة لإعدادها لتقديم خدمات جنسية تحت ستار أنها ستتلقى تدريبًا كمعالجة تدليك محترفة.
بين عامي 2000 و2002، كانت فرجينيا مرتبطة بإبستين وماكسويل، وسافرت بين منازل إبستين في بالم بيتش ومانهاتن (في منزل هربرت ن. ستراوس)، بالإضافة إلى رحلات إلى مزرعته في نيو مكسيكو وجزيرته الخاصة ليتل سانت جيمس. في تحقيق أجرته صحيفة ميامي هيرالد تحت عنوان "انحراف العدالة"، وصفت فرجينيا كيف تم استغلالها من قبل إبستين لتقديم جلسات تدليك وخدمات جنسية له ولعدد من شركائه على مدى عامين ونصف. في مقابلة مع بي بي سي، وصفت نفسها بأنها كانت تُنقل كصينية فاكهة إلى شركاء إبستين النافذين، حيث سافرت حول العالم على متن طائراته الخاصة.
فيما يتعلق بالحادثة التي يُزعم أنها وقعت في مارس 2001، حيث تم استغلال فرجينيا جوفري جنسيًا للأمير أندرو، صرّحت في مقابلة بأنها كانت "فترة شريرة ومخيفة جدًا" في حياتها، وأضافت: "لم أكن قادرة على استيعاب كيف أن أشخاصًا نافذين في أعلى مستويات الحكومة كانوا يسمحون بحدوث ذلك، بل لم يقتصر الأمر على السماح فحسب، بل كانوا يشاركون فيه". بعد زيارة نادٍ ليلي، قالت فرجينيا إن غيسلين ماكسويل أخبرتها بأنها "يجب أن تفعل مع أندرو ما تفعله مع جيفري".
في وثائق محكمة من دعوى مدنية تم الكشف عنها عام 2019، سمّت جوفري عدة أشخاص زعمت أن إبستين وماكسويل طلبا منها إقامة علاقات جنسية معهم، من بينهم مدير صندوق التحوط جلين دوبين، والمحامي آلان ديرشويتز، والسياسي بيل ريتشاردسون، وعالم معهد ماساتشوستس للتكنولوجيا الراحل مارفن مينسكي، وجورج ميتشل، ووكيل عرض الأزياء جان لوك برونيل. في شهادة قانونية عام 2011 تم الكشف عنها عام 2020، زعمت فرجينيا أنها رأت الرئيس الأمريكي الأسبق بيل كلينتون برفقة شابتين أثناء وجوده في جزيرة إبستين، لكنها تراجعت عن هذا الادعاء في وثائق محكمة نُشرت عام 2019. أنكر العديد من هؤلاء الرجال مزاعم فرجينيا.
في سبتمبر 2002، عندما كانت في التاسعة عشرة من عمرها، سافرت فرجينيا إلى تايلاند والتحقت بـالمدرسة الدولية لتدريب التدليك في تشيانغ مي. زوّدتها ماكسويل بتذاكر السفر إلى تايلاند، وطلبت منها مقابلة فتاة تايلاندية معينة لإعادتها إلى الولايات المتحدة لصالح إبستين. أثناء وجودها في مدرسة التدليك في تايلاند عام 2002، التقت بزوجها المستقبلي روبرت جوفري، وهو مدرب فنون قتالية أسترالي، وتزوجا بسرعة بعد ذلك. تواصلت مع إبستين وأخبرته أنها لن تعود كما كان مخططًا. بدأت هي وزوجها حياة جديدة في أستراليا، وقطعت جميع الاتصالات مع إبستين وماكسويل. على مدار خمس سنوات، عاشت جوفري مع زوجها وأطفالهما الصغار حياة هادئة في أستراليا.

### أول تواصل مع السلطات
في مارس 2005، بينما كانت فرجينيا جوفري لا تزال تعيش في أستراليا، بدأ قسم شرطة بالم بيتش التحقيق مع إبستين بعد أن أبلغت فتاة تبلغ من العمر 14 عامًا ووالداها عن سلوكه. وصفت الفتاة كيف قامت زميلة لها بتجنيدها لتقديم جلسات تدليك لإبستين مقابل المال، لكنه اعتدى عليها. بحلول أكتوبر 2005، كانت الشرطة قد جمعت شهادات متزايدة من فتيات أخريات، بالإضافة إلى أدلة تدعم هذه الشهادات، مما أدى إلى إصدار مذكرة تفتيش لمنزل إبستين في بالم بيتش.
كشفت التحقيقات أن العديد من الفتيات روين تفاصيل متشابهة حول استغلال إبستين لهن، إذ كان يطلب جلسات تدليك ثم يعتدي عليهن خلالها. عندما فتشت الشرطة القمامة الخاصة بإبستين، عثرت على ملاحظات تحتوي على أرقام هواتف الفتيات. كما تلقت إحدى الفتيات مكالمة من مساعد إبستين أثناء استجوابها من قبل الشرطة.
في عام 2007، تلقت فرجينيا سلسلة مكالمات هاتفية متتالية على مدى ثلاثة أيام؛ الأولى من ماكسويل، ثم إبستين، حيث سألاها عما إذا كانت قد تحدثت إلى السلطات، وأخيرًا مكالمة من عميل في مكتب التحقيقات الفيدرالي أبلغها بأنها قد تم التعرف عليها كضحية في التحقيقات الجارية ضد إبستين. قاومت التحدث إلى مكتب التحقيقات الفيدرالي لفترة، حتى تواصلت معها الشرطة الاتحادية الأسترالية بعد ستة أشهر، مما دفعها إلى الإدلاء بشهادتها.
تم التحقق من صحة أجزاء كبيرة من شهادات جوفري من خلال الصور والسجلات والشهود.

## الإجراءات القانونية

### أول قضية جنائية
في عام 2006، أي قبل عام من تواصل السلطات مع فرجينيا جوفري لأول مرة، كان لدى شرطة بالم بيتش أدلة متزايدة ضد جيفري إبستين، ووقّعت إفادة بإثبات سبب محتمل لتوجيه تهم ضده بارتكاب عدة أفعال جنسية غير قانونية مع قاصر. استأجر إبستين فريقًا من المحامين البارزين للدفاع عنه، بما في ذلك آلان ديرشوفيتز، وجاك غولدبرغر، وكين ستار، وجاي ليفكوفيتز. مع تقدم القضية، أصبح رئيس الشرطة مايكل ريتر قلقًا بشأن طريقة تعامل المدعين العامين في الولاية مع القضية، وخاصة المدعي العام آنذاك، باري كريشر. في 1 مايو 2006، طلب ريتر من كريشر التنحي عن القضية، وعندما رفض، قام رئيس الشرطة بتحويل الأدلة إلى مكتب التحقيقات الفيدرالي (FBI) لمتابعة القضية على المستوى الفيدرالي.
كان ريتر يأمل في البداية أن يقوم مكتب التحقيقات الفيدرالي بإجراء تحقيق شامل وإحالة القضية إلى المحاكمة، لكن في عام 2007، قرر المدعي العام لمنطقة جنوب فلوريدا، ألكسندر أكوستا، عدم متابعة القضية في المحكمة الفيدرالية وأعادها إلى القضاء المحلي.
صرّح المحقق الرئيسي في الشرطة، جوزيف ريكاري، بأن المدعين العامين في الولاية كانوا متحمسين في البداية لمتابعة الدعوى الجنائية ضد إبستين، لكن كل شيء تغير بعد تدخل المحامي آلان ديرشوفيتز. قرر كريشر بعد ذلك اتخاذ خطوة غير معتادة بتحويل قضية إبستين إلى هيئة محلفين كبرى، ثم قدم شهادة من فتاة واحدة فقط. في غضون ذلك، سعى فريق دفاع إبستين بقوة للحصول على تنازلات وطال أمد المفاوضات بشأن صفقة الإقرار بالذنب مع أكوستا.
وصف أكوستا تكتيكات محامي إبستين بأنها هجوم استمر لمدة عام على الادعاء والمدعين العامين، وفي النهاية وافق في عام 2008 على توقيع اتفاقية عدم مقاضاة مثيرة للجدل، دون إبلاغ الضحايا، وهو ما تبين لاحقًا أنه انتهاك لقانون حقوق ضحايا الجرائم.
أعرب ريتر عن أن طريقة تعامل المدعين العامين في الولاية والحكومة الفيدرالية مع قضية إبستين كانت أسوأ فشل لنظام العدالة الجنائية في العصر الحديث.

### دعوى قانون حقوق ضحايا الجرائم (2008-2019)
في عام 2008، رفع المحاميان برادلي إدواردز وباول جي. كاسيل دعوى قضائية (جين دو ضد الولايات المتحدة الأمريكية) اتهمت وزارة العدل الأمريكية بانتهاك قانون حقوق ضحايا الجرائم أثناء القضية الجنائية الأولى ضد إبستين، حيث لم يُسمح لعدة ضحايا له بالطعن في صفقة الإقرار بالذنب.
رفع إبستين دعوى ضد المحامي برادلي إدواردز بتهمة الابتزاز المدني، لكنه تراجع لاحقًا عن دعواه، مما دفع إدواردز إلى رفع دعوى مضادة بتهمة الملاحقة الكيدية. انتهت القضية بتقديم إبستين اعتذارًا علنيًا للمحامي، وتسوية القضية بمبلغ غير معلن في ديسمبر 2018.
إدواردز، الذي يمثل العديد من المتهمات ضد إبستين، بمن فيهن فرجينيا، وافق على التسوية لمساعدة موكلاته، حيث كانت أكبر رغبة لديهن هي متابعة هدفهن الأكبر وهو عرض مزاعمهن أمام محكمة فيدرالية لإلغاء اتفاقية عدم المقاضاة. وصرح إدواردز: "إنهن على استعداد للحديث. إنهن يردن مشاركة قصصهن. كان هذا جزءًا من عملية شفائهن".
في حكم صدر في فبراير 2019، قرر القاضي الفيدرالي كينيث مارا أن المدعين العامين قد انتهكوا حقوق الضحايا كما هو مُحدد في قانون حقوق ضحايا الجرائم.

### دعوى الضحايا المدنية
في مايو 2009، رفعت فرجينيا جوفري دعوى قضائية تحت اسم (جين دو 102) ضد جيفري إبستين واتهمت غيسلين ماكسويل بتجنيدها لحياة من الاتجار الجنسي بها وهي قاصر. بحلول أواخر 2009، كان العشرات من ضحايا إبستين قد رفعوا دعاوى مدنية ضده. تم تسوية جميع القضايا مقابل مبالغ غير معلنة. في يناير 2022، كشفت الوثائق التي تم فتحها أن مبلغ التسوية في قضية 2009، المعنونة جين دو رقم 102 ضد جيفري إبستين، كان 500,000 دولار (ما يعادل 710,000 دولار في 2023) بالإضافة إلى "مقابل ذو قيمة" غير محدد.

### قرار التحدث علنًا

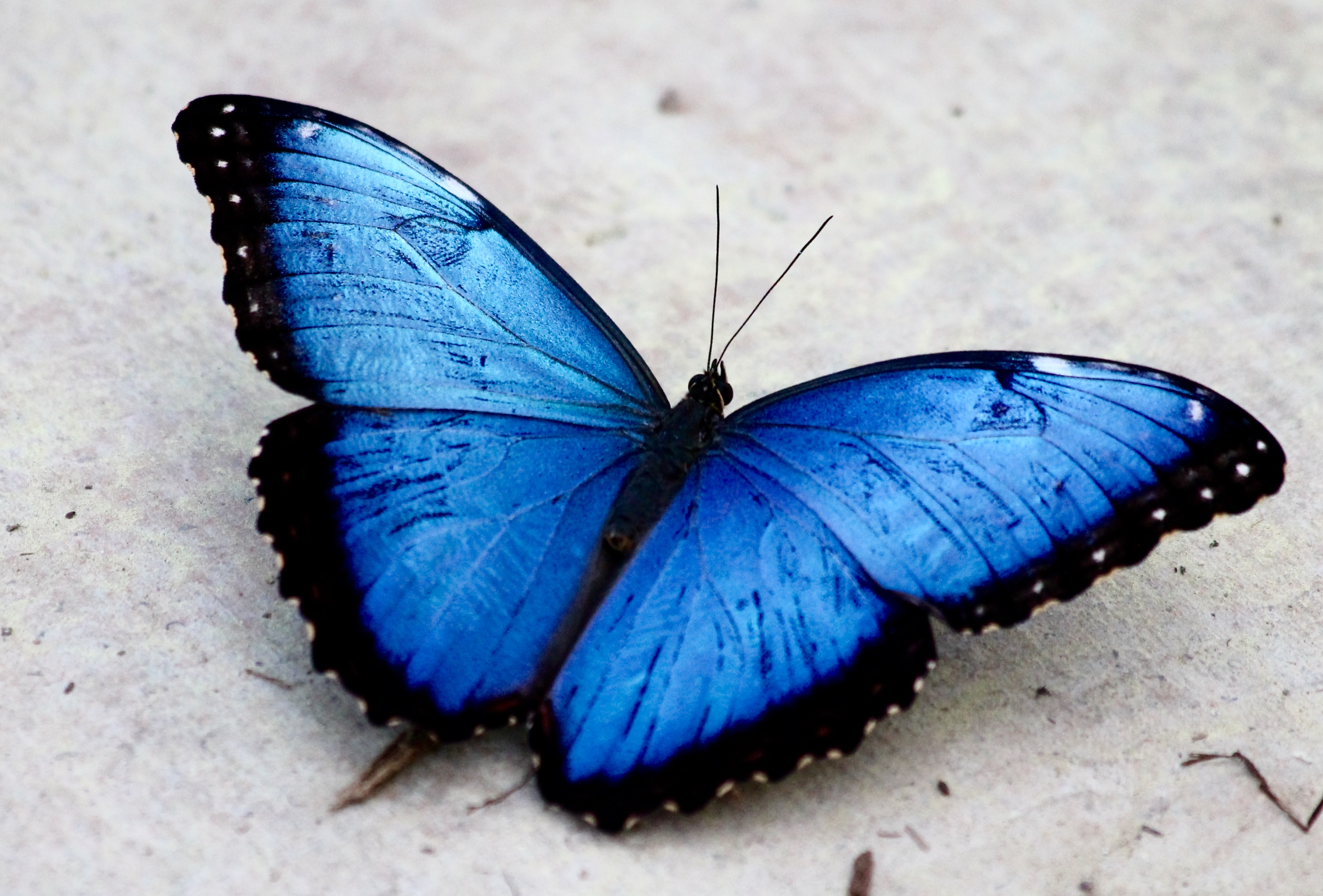
تستخدم منظمة تحدث، اعمل، استعد، (SOAR) فراشة زرقاء كرمز للتحول وتمكين الناجين من الاعتداء الجنسي.

نسبت فرجينيا جوفري قرارها بالكشف علنًا عن تجاربها في الاعتداء الجنسي والاتجار بها إلى ولادة ابنتها في 7 يناير 2010، حيث قررت أن تخرج إلى العلن رغم المخاطر التي قد تواجهها. أفادت مجلة فانيتي فير أن قصة جوفري تم نشرها لأول مرة في مارس 2011 عبر صحيفة "مايل أون صنداي"؛ حيث تضمن التقرير صورة تظهر الأمير أندرو وهو يضع ذراعه حولها في منزل ماكسويل في بلغرافيا، لندن. تواصل عملاء من مكتب التحقيقات الفيدرالي مع جو.
في ديسمبر 2014، أسست فرجينيا إطار عمل لمؤسستها "الضحايا يرفضون الصمت". سُجلت كمؤسسة غير ربحية 501(c)(3) في 2015. الهدف من منظمة الضحايا يرفضون الصمت هو مساعدة الناجين في التغلب على العار والصمت والترهيب الذي يعاني منه عادةً ضحايا الاعتداء الجنسي، ومساعدة الآخرين على تجنب الوقوع في ضحايا الاتجار الجنسي. استخدمت فرجينيا في مؤسستها صورة فراشة مورفة الزرقاء كرمز للتحول والتمكين الذي يحدث عندما يصبح الضحية ناجيًا. اللون الأزرق هو اللون الدولي للتوعية بالاتجار بالبشر. وقد حددت الولايات المتحدة يناير كأسبوع للتوعية بالاتجار بالبشر، حيث يتم تخصيص 11 يناير كيوم ارتداء اللون الأزرق الوطني. تم إعادة إطلاق جمعية فرجينيا في نوفمبر 2021 تحت اسم "تحدث، اعمل، استعد" (SOAR).

### مزاعم الأمير أندرو
في دعوى قضائية قدمتها في ديسمبر 2014 في محكمة فلوريدا، والتي كانت تهدف إلى تضمينها في دعوى قانون حقوق ضحايا الجرائم لعام 2008، وصفت فرجينيا جوفري تعرضها للاتجار الجنسي مع الأمير أندرو، دوق يورك، ثلاث مرات على الأقل عندما كانت في السابعة عشرة من عمرها في عام 2001 من أجل اغتصاب. تدعي أنها كانت قد أخذت إلى ملهى "ترامب" الليلي في لندن من قبل إبستين وغيسلين ماكسويل، حيث التقت برقصة مع الأمير أندرو، وبعد ذلك في تلك الليلة، أثناء توجههم إلى منزل ماكسويل في بلغرافيا، طلبت منها ماكسويل أن "تفعل مع (الأمير أندرو) ما تفعله مع إبستين". كما زعمت أن إبستين دفع لها 15,000 دولار بعد أن مارست الجنس مع الأمير في لندن.
انتشرت صورة تظهر فرجينيا والأمير أندرو وماكسويل في شقة ماكسويل على نطاق واسع منذ عام 2011. تم إنهاء دور الأمير أندرو الذي استمر عشرة سنوات كمبعوث تجاري للمملكة المتحدة في يوليو 2011، وقد قطع جميع علاقاته مع إبستين بحسب ما ورد. وعند سؤاله في عام 2011 ما إذا كان الأمير أندرو لديه معلومات، قالت فرجينيا لمحامييها: "نعم، هو يعرف الكثير من الحقيقة." وأضافت: "مرة أخرى، لا أعرف كم يمكنه مساعدتكم، ولكن بما أنه في مشكلة كبيرة هذه الأيام، أعتقد أنه قد يفعل".
وقد وقع اللقاء الجنسي الثاني في قصر إبستين في نيويورك. وفي وثائق المحكمة، ادعت جوفري أن اللقاء الثالث مع الأمير أندرو كان في حفلة جماعية في جزيرة سانت جيمس الصغيرة تضمنت هي، وعددًا من الفتيات القاصرات من أوروبا الشرقية، والأمير، وإبستين نفسه.
في 2015، صرّح المتحدثون باسم العائلة البريطانية المالكة بأن "أي اقتراح بوجود تصرف غير لائق مع القاصرين غير صحيح بشكل قاطع"، وأعادوا تكرار الإنكار فيما بعد. كما رُفضت طلبات محاميي فرجينيا للحصول على بيان تحت القسم من دوق يورك حول المزاعم.
في أغسطس 2021، بدأت فرجينيا دعوى قضائية في نيويورك ضد الأمير أندرو، تتهمه "بالتعدي الجنسي والتسبب عمدًا في إيذاء عاطفي". كانت الدعوى تطالب بتعويضات غير محددة، وتم تقديم القضية أمام القاضي الفيدرالي في نيويورك لويس أ. كابلان.
في يناير 2022، قال حبيب فرجينيا السابق، أنتوني فيغيروا، في برنامج صباح الخير بريطانيا إن فرجينيا أخبرته أن إبستين كان سيأخذها للقاء الأمير أندرو. وادعى فيغيروا أن اللقاء حدث في لندن، قبل أن "تكون متوترة جدًا وخائفة لأنها لم تكن تعرف كيف تتفاعل مع ذلك". وفي ملف قضائي، أشار محامو الأمير أندرو إلى بيان من شقيقة فيغيروا، كريستال فيغيروا، التي زعمت أنه في محاولتها للعثور على ضحايا لإبستين، طلبت فرجينيا منها "هل تعرفين أي فتيات متساهلات؟"
في نفس الشهر، قالت كارولين أندريانو، التي قدمتها فرجينيا وهي في الرابعة عشرة من عمرها إلى غيسلين ماكسويل وإبستين وكانت شاهدة في محاكمة ماكسويل، في مقابلة إنها كانت قد أخبرتها فرجينيا في عام 2001 بأنها نامت مع الأمير أندرو. وقالت أندريانو: "وقالت هي [فرجينيا]، 'كان علي أن أنام معه'. لم تبدُ منزعجة من الأمر. اعتقدت أنه كان أمرًا رائعًا."
في فبراير 2022، وافق الأمير أندرو على تسوية خارج المحكمة بدفع مبلغ غير محدد من المال.
في أكتوبر 2022، أُجريت مقابلة مع غيسلين ماكسويل بواسطة صانع أفلام وثائقية أثناء قضائها حكمها في السجن، وصرحت بأنها الآن تعتقد أن الصورة التي تظهرها مع أندرو وفرجينيا لم تكن "صورة حقيقية"، وأضافت أنه في رسالة بريد إلكتروني إلى محاميها في 2015 كانت تحاول تأكيد أنها تعرف منزلها الخاص، لكن الصورة الكاملة لا يمكن أن تكون أصلية لأن "الأصل لم يتم إنتاجه أبدًا". وفي مقابلة أخرى من السجن، قالت إن الصورة كانت "مزيفة... لم يكن هناك أصل، وعلاوة على ذلك، لا توجد صورة. لقد رأيت فقط نسخة مصورة منها". بعد المزاعم، جرت عملية تواصل مع صحيفة ذا ميل أون صنداي، التي نشرت الصورة لأول مرة في 2011، من قبل المصور مايكل توماس الذي أخذ 39 نسخة من الصورة، من الأمام والخلف. وكان الجزء الخلفي للصورة يحتوي على طابع زمني يظهر أنها تم تطويرها في 13 مارس 2001 - ثلاثة أيام بعد أن زُعم أن أندرو شارك في نشاط جنسي مع فرجينيا - وطُبعت في مختبر صور لمدة ساعة في والغرينز في فلوريدا، بالقرب من منزل فرجينيا السابق.
زعمت فرجينيا أنه في الليلة الأولى التي مارست فيها الجنس مع أندرو، دخلا إلى الحمام حيث "بدأ بلعق أصابع قدمي، بين أصابعي، وقوس قدمي" قبل أن يذهبا إلى غرفة النوم. وقد كررت هذه الادعاءات في مقابلة مع بي بي سي عام 2019. وصفت الحمام في مذكراتها غير المنشورة، قائلة: "كانت الأرضية من الرخام البيجي مع حوض استحمام من الطراز الفيكتوري في وسط الغرفة." في يناير 2023، نفى شقيق غيسلين ماكسويل، إيان ماكسويل، الادعاءات عن طريق نشر صور تظهر معارفه وهم جالسون في الحمام حيث زُعم حدوث الحادث. كانت الصور محجوزة في الأصل كدفاع لفريق غيسلين ماكسويل القانوني إذا طلب من فرجينيا الشهادة. كان إيان ماكسويل يعتقد أن الصور "تُظهر بشكل قاطع أن الحمام صغير جدًا لأي نوع من النشاط الجنسي. لا يوجد 'حوض فيكتوري' كما زعمت فرجينيا، وهو ما يثبته كل من الخطة المرفقة للحمام والصور نفسها."

### القضايا المدنية

#### إفادة فرجينيا روبرتس (2014)
قدمت فرجينيا جوفري أوراقًا قانونية في فلوريدا في يناير 2015، زاعمة أن جيفري إبستين قام بالاتجار بها إلى الأمير أندرو وآلان ديرشوفيتز. في إفادة مشفوعة بالقسم، ادعت أن غيسلين ماكسويل عملت كوسيطة لإبستين. في أبريل 2015، حكم قاضٍ اتحادي بعدم السماح لجوفري بالانضمام إلى الدعوى الفيدرالية الخاصة بقانون حقوق ضحايا الجرائم، وحُذفت إفادتها من القضية.

#### فرجينيا جوفري ضد غيسلين ماكسويل (2015)
نتيجةً لادعاءات جوفري وتعليقات ماكسويل حولها، رفعت جوفري دعوى قضائية ضد ماكسويل بتهمة التشهير في محكمة اتحادية في نيويورك في سبتمبر 2015. بعد صراع قانوني طويل، تمت تسوية القضية سرًا في يونيو 2017، حيث أفادت التقارير بأن ماكسويل دفعت لفرجينيا ملايين الدولارات.

#### فرجينيا جوفري ضد آلان ديرشوفيتز (2019)
في أبريل 2019، رفعت فرجينيا دعوى تشهير مدنية اتحادية ضد آلان ديرشوفيتز في نيويورك.
كانت فرجينيا ممثلة في البداية من قبل المحامي ديفيد بويز، لكن ديرشوفيتز تمكن من إبعاده عن القضية بدعوى أن أعضاء من مكتب المحاماة قد يُطلب منهم الإدلاء بشهاداتهم. بعدها، تولى المحامي تشارلز كوبر تمثيلها. رفع بويز دعوى تشهير منفصلة ضد ديرشوفيتز، متهمًا إياه بالإيحاء بأن بويز ضغط على جوفري لتقديم ادعاءات كاذبة.
رُفضت جميع الادعاءات في نوفمبر 2022، بعد أن قدم محامو جوفري وبويز وديرشوفيتز طلبات مشتركة لإسقاط القضية، دون منح أي رسوم لأي طرف. وذكرت جوفري أنها ربما كانت مخطئة في تحديد هوية ديرشوفيتز.

#### فرجينيا جيوفري ضد الأمير أندرو (2021)
في 9 أغسطس 2021، رفعت فرجينيا دعوى مدنية ضد الأمير أندرو في نيويورك، متهمةً إياه بأنه أُجبرها على ممارسة الجنس معه عدة مرات في أوائل العقد الأول من القرن الحادي والعشرين بعد أن تم الاتجار بها من قبل إبستين عندما كانت في سن 16 و17 عامًا. نفى أندرو مزاعم جيوفري. في 12 يناير 2022، رفض القاضي لويس كابلان محاولات أندرو لرفض القضية، مما سمح بمواصلة دعوى الاعتداء الجنسي. في 15 فبراير 2022، أُعلن أن الطرفين توصلا إلى تسوية خارج المحكمة، تضمنت دفع الأمير مبلغًا كبيرًا لمؤسسة خيرية تديرها جيوفري.

#### رينا أوه ضد فرجينيا جيوفري (2021)
رفعت رينا أوه دعوى قضائية ضد فرجينيا جيوفري بتهمة التشهير في أكتوبر 2021. اتهمت جيوفري أوه بمساعدة إبستين في الاتجار بالفتيات، بينما تؤكد أوه أنها كانت ضحية ولم تساعد أبدًا في الاتجار. في عام 2022، زعمت أوه في وثائق المحكمة أن جبوفري لمستها جنسيًا دون موافقتها بينما كان إبستين يشاهد، لكن جيوفري نفت هذا الادعاء. كما زعمت أن أوه جرحتها أثناء ألعاب سادية مازوخية لإرضاء إبستين، لكن أوه أنكرت ذلك. اتهمت أوه أيضًا جيوفري بأنها جندت واستغلت قاصرات.

### القضية الجنائية الثانية
قُبض على جيفري إبستين في 6 يوليو 2019 في مطار تيترابورو في نيوجيرسي[104] ووجهت إليه تهم الاتجار بالجنس والتآمر للاتجار بالجنس من قبل النيابة العامة في دائرة نيويورك الجنوبية، قسم الفساد العام.[105] في لائحة الاتهام، اتُهم إبستين باستدراج فتيات قاصرات لتقديم جلسات تدليك، حيث تحولت هذه الأنشطة تدريجيًا إلى أفعال جنسية، ثم تجنيد الفتيات لاستقطاب ضحايا قاصرات أخريات مقابل المال.[105] دعا المدعي العام الأمريكي جيفري بيرمان ضحايا آخرين لإبستين للتقدم والإدلاء بشهاداتهم.[105] كما أشارت لائحة الاتهام إلى الدور الأساسي لـ"الموظفين والشركاء" المدفوعي الأجر لإبستين، الذين كانوا مسؤولين عن جدولة مواعيد الضحايا.[105]
بعد شهر من اعتقاله، وُجد إبستين ميتًا في 10 أغسطس 2019، بعدما ورد أنه شنق نفسه في زنزانته بسجن مانهاتن.[106][11]
في 29 أغسطس 2019، وبعد 19 يومًا من وفاة إبستين، أُغلقت القضية ضده بعد أن أسقط القاضي ريتشارد بيرمان جميع تهم الاتجار بالجنس.[107][108] أعرب القاضي بيرمان عن دعمه لضحايا إبستين، مشيرًا إلى أنه دعاهم للتحدث علنًا في جلسة استماع في 27 أغسطس 2019، احترامًا للقرارات الصعبة التي اتخذوها للتقدم.[107] كانت جوفري من بين 16 امرأة تحدثن علنًا خلال الجلسة، بما في ذلك أنوشكا دي جورجيو، سارة رانسوم، جينيفر أراوز، شونتي ديفيز، كورتني وايلد، تيريزا جاي هيلم، وماريكي شارتوني.[109] خلال الجلسة، صرحت جوفري: "يجب ألا ينتهي الحساب. يجب أن يستمر. لم يكن يعمل بمفرده. نحن الضحايا نعلم ذلك." وأشار المدعون إلى أنهم سيواصلون التحقيق مع المتواطئين المحتملين.